# Marcos Redondo
Marcos Redondo Valencia (Pozoblanco, 24 de noviembre de 1893-Barcelona, 17 de julio de 1976), más conocido como Marcos Redondo, fue un barítono español especializado en el popular género lírico de la zarzuela. Los conservatorios de Pozoblanco y Ciudad Real tienen su nombre. El fondo de Marcos Redondo se conserva en la Biblioteca de Cataluña.

## Biografía

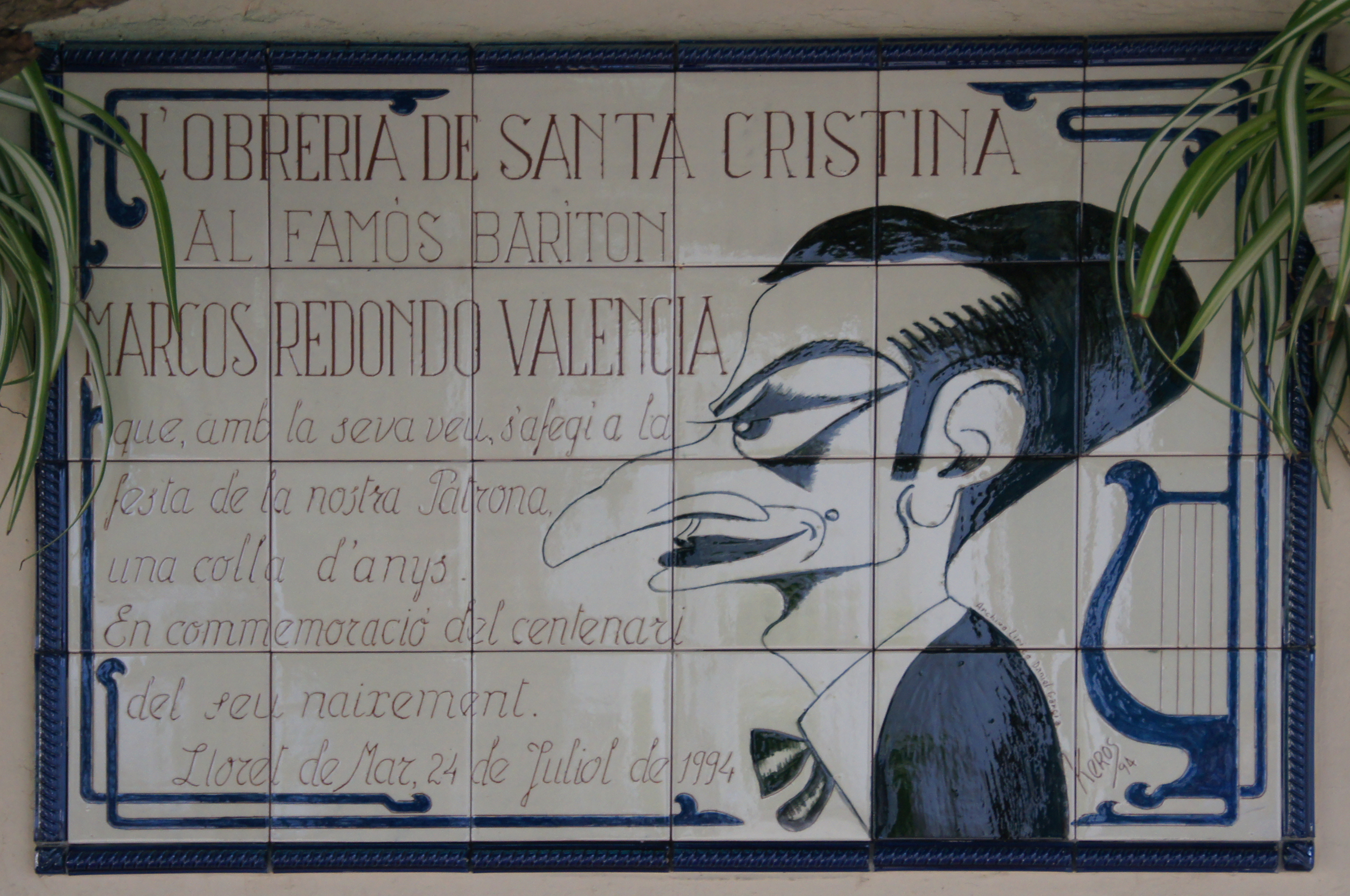
Marcos Redondo

Procedía de una familia de clase media y con interés por la música (su madre tenía diecisiete hermanos de los que quince sabían tocar algún tipo de instrumento). A consecuencia de la temprana muerte de su padre, tenía dos años de edad cuando se ve obligado a vivir en casa de sus abuelos en Ciudad Real. Allí ingresará como “seise” en la catedral y cantará en todas las funciones religiosas.
Animado por sus abuelos, quienes reconocen en él una gran voz, decide trasladarse a Madrid en 1913 con el fin de ingresar en el conservatorio y poder estudiar canto. Tras finalizar los estudios debutará en el Gran Teatro de Madrid en 1919 con "La Traviata". Pese al éxito obtenido (el público pide que repita algunos fragmentos de la obra), decide trasladarse a Italia y poder perfeccionar su estilo. Allí estudiará con los maestros Betinelli y Franceschi, regresando en 1919 a Madrid y a su Teatro Real, para volver a debutar, esta vez como profesional, interpretando la misma obra que cuatro años atrás le diese cierta popularidad en los círculos artísticos de la capital española.
Una vez más decide trasladarse a Italia, en donde firmará varios contratos para representar un total de veinte repertorios de óperas diferentes. Estos contratos, con el tiempo, le llevarán a realizar giras a diferentes ciudades de América. En su repertorio operístico cabe destacar obras como La favorita, La traviata, La bohème, I pagliacci y Adriana Lecouvreur, por las cuales fue elogiado y considerado, en su día, un barítono de primera fila.
Tras esta época italiana, decidirá en 1923 fijar su residencia en Barcelona. Una vez en la ciudad condal es convencido por José Gisbert para que se dedique a la zarzuela, género que tras muchas dudas decide abordar. Desde entonces y hasta su retiro en 1957 se dedicará casi en exclusividad a este género, estrenando piezas como La parranda de Francisco Alonso, Katiuska, La tabernera del puerto y Black el payaso de Pablo Sorozábal,  La pícara molinera de Pablo Luna, El cantar del arriero de Fernando Díaz Gilés o La bella burlada de José Padilla (que se hace centenaria en cartel) y llegando a tener en su repertorio más de cien obras. Desde entonces, muchos aficionados serán los que consideren a Marcos Redondo como el mejor barítono de zarzuela en España. Sus últimos años los pasará en Barcelona, retirado de la escena, hasta su muerte, acaecida el 17 de julio de 1976.

## Estilo
Como características de su voz, se señalan la extensión, el brillo, la potencia y, especialmente, la belleza tímbrica, que unidas a sus dotes y cualidades teatrales hacían que representase los papeles de forma admirable. Otra de sus características será la gran holgura en su registro, circunstancia que propició el que a veces haya actuado como tenor en algunas de las obras representadas.

## Discografía

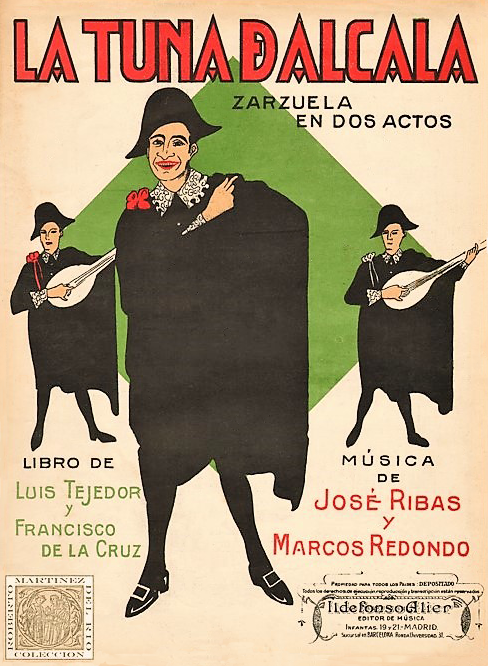
"La Tuna de Alcalá", zarzuela de 1926.

La discografía de Redondo es muy variada, siendo las óperas bastantes escasas. Las zarzuelas son muy numerosas, alcanzando los quinientos títulos. Entre estas cabe destacar La revoltosa, La verbena de la Paloma y La reina mora, editadas en sellos como Odeón, Columbia y Regal. También grabó numerosas romanzas entre las que destacan La tempestad, La pastorela, El grumete o El juramento entre otras muchas. Finalmente existen canciones de la más diversa índole también grabadas en los sellos discográficos citados.
- Un gran divo : Marcos Redondo. Barcelona: Radio Barcelona, 1974.